# 老挝白环蛇
老挝白环蛇（学名：Lycodon laoensis）又名老挝链蛇，为游蛇科白环蛇属的爬行动物。分布于老挝、柬埔寨、越南、泰国、马来西亚以及中国大陆的云南等地。该物种的模式产地在老挝山脉、泰国。其种加词“laoensis”意为“老挝的”。

## 保护
本种于2023年被收录入《有重要生态、科学、社会价值的陆生野生动物名录》。